# Арабістика
Арабі́стика — сукупність наукових дисциплін, що вивчають арабську літературну мову та її розмовні діалекти, літературу, а також історію, економіку, культуру, мистецтво, релігію, філософію, етнографію, пам'ятки матеріальної та духовної культури арабських країн.
Є підгалуззю орієнталістики.

## Історія арабістики
У Західній Європі Арабістика зародилася наприкінці 16 ст. Її основними центрами стали Рим, Париж, Лейден, у 19 ст виникло Deutsche Morgenländische Gesellschaft. Інтерес до арабських країн в той період стимулювався головним чином розвитком торговельних і дипломатичних відносин зі Сходом, практичними завданнями місіонерської пропаганди. Арабістика була тісно пов'язана з богослов'ям; арабська мова вивчалася для тлумачення мусульманського священного писання — Корану.
На теренах України арабістика як самостійна область знання виділяється на початку XIX століття. Перша «Коротка арабська граматика в таблицях» Олексія Болдирєва вийшла в 1827 році. 
«Досвід граматики арабської мови» Михайла Навроцького (1867) - перше в Росії систематичний опис ладу літературної арабської мови. 
У граматиці Михайла Аттая (1884), яка відіграла значну роль у розвитку школи арабістики, а також в «Граматиці арабської мови» Антонія Хащаба (1910) простежується вплив арабської мовознавчої традиції, яка стає об'єктом вивчення «Нарису граматичної системи арабів» Володимира Гіргаса (1873), вперше який в арабістиці зробив спробу розкрити сутність концепцій арабського мовознавства, їх теоретичні та методологічні основи.

## Українські арабісти
- Кримський Агатангел Юхимович (*1871-†1942) — український науковець, фундатор українського сходознавства. Його сходознавчі материки — арабістика, іраністика, тюркологія, ісламознавство.
- Бейліс Вольф Менделевич (*1923- †2001) — український науковець, один із найкращих українських арабістів, історик-сходознавець
- Рибалкін Валерій Сергійович (*1952) — український науковець, професор, арабіст, ректор Інституту лінгвістики та права.
- Плачинда Володимир Сергійович (*1955) — український дипломат та науковець, кандидат історичних наук, арабіст, тимчасовий повірений у справах України в Саудівській Аравії.
- Гуцало Сергій Євгенович (*1963) — український дипломат та науковець, кандидат історичних наук, арабіст, провідний науковий співробітник Державної установи «Інститут всесвітньої історії НАН України» (м. Київ)